# Елиминационна клетка
 Тази статия е за турнирът.  За вида мач вижте Мач в Елиминационна клетка.  
Елиминационна клетка, превеждано също като Клетка за елиминация, е професионален кеч Pay-per-view турнир, продуциран всеки февруари от WWE, професионална кеч компания в Кънектикът, САЩ.
Създаден е през 2010 г. с първото си събитие, което е проведено на 21 февруари 2010 г., заменяйки Без изход. Елиминационна клетка е pay-per-view турнир, водещ главен мач и подмачове, от които могат да са за титли или други версии. Концепцията на шоуто е, че двата главни мача се водят в Елиминационна клетка; един от тези мачове включва Титлата на Федерацията която се залага, докато другия често е за Световната титла в тежка категория Името на събитието беше избрано след като WWE позволи на феновете да предоставят информация, чрез анкета на официалния им сайт и бяха избрани имената Тежка артилерия, Бойна клетка, Клетка на конфликт, както и оригиналното име Без изход. От своя произход, всяко събитие се провежда в закрита зала и всичките пет се провеждат в Съединените щати. През 2015 г. събитието бе заменено от Бързата лента в като февруарски pay-per-view турнир. Обаче беше обявено, че събитието ще се излъчи по WWE Network в Съединените щати на 31 май и беше на разположение по PPV на някои места. WWE също обяви, че свободната Интерконтинентална титла на WWE ще има носител след мача в Елиминационната клетка.
В Германия, събитието се нарича Без изход или Без бягство, поради опасения че elimination chamber ще върне образността на газовите камери, които са били използвани в лагери за екзекуция във Втората Световна Война.

## Мач
Елиминационната клетка, която беше създадена от Трите Хикса и представена от Ерик Бишов в WWE през 2002, е огромна, кръгова стоманена клетка, която обгражда ринга изцяло, включително създаване на решетъчен под отстрани. Вътре в клетката, при всеки обтегач, има прозрачна „капсула“, където четири от шестте участници в мача трябва да чакат, докато бъдат освободени, за да се присъединят към двамата, които са започнали от биенето на първия званец. Както подсказва името, борците се елиминират един по един чрез туш или предаване, докато остане само един. Екстремна Елиминационна клетка се проведе през на 2006 г. на Касапски декември, където бе дадено оръжие на всеки борец, който чака в капсулата. Металът беше черен и камерите бяха изработени от „бронирано стъкло“. Клетката е с диаметър 11 метра, състои се от 16 тона стомана и 3,2 километра вериги. От 2010, WWE има годишен pay-per-view турнир всеки февруари, включващ този вид мач като един от главните мачове. През 2015, събитието бе сменено с новото събитие на WWE Бързата лента. Елиминационната клетка се завърна като специално събитие по WWE Network на 31 май за да определи новият Интерконтинентален шампион и Отборни шампиони.